# Андрияшевич, Степан
Степан Андрияшевич (хорв. Stjepan Andrijašević; род. 7 февраля 1967, Сплит) — хорватский футболист, игравший на позиции полузащитника. Его два сына, Пьеро и Франко, также являются профессиональными футболистами.

## Клубная карьера
Начал профессиональную карьеру в 1983 году в составе «Хайдука» из Сплита. За 10 сезонов Андрияшевич помог команде неоднократно стать национальным чемпионом и обладателем национального кубка. В сентябре 1989 года он получил травму в результате дорожно-транспортного происшествия, из-за которого он не играл в футбол более чем два года. В 1993 году 7 матчей провёл за французский клуб «Монако», которому помог взять бронзовые медали в национальном чемпионате. Сезон 1993/94 провёл в испанской «Сельте», с которой дошёл до финала Кубка Испании. Карьеру футболиста завершил в 1998 году, выступая за «Райо Вальекано».

## Карьера за сборную
Дебют за национальную сборную Хорватии состоялся 22 октября 1992 года в товарищеском матче против сборной Мексики. Всего за «шашечных» Андрияшевич провёл 5 матчей.

## Карьера тренера
В 2011 году занимал должность помощника главного тренера в клубе «Хайдук» (Сплит).

## Достижения

### «Хайдук»
- Обладатель Кубка Югославии: 1986/87
- Чемпион Хорватии: 1992, 1993/94, 1994/95
- Обладатель Кубка Хорватии: 1993/94, 1994/95
- Обладатель Суперкубка Хорватии: 1992, 1993, 1994

### «Сельта»
- Финалист Кубка Испании: 1993/94